# La Férée
La Férée är en kommun i departementet Ardennes i regionen Grand Est (tidigare regionen Champagne-Ardenne) i nordöstra Frankrike. Kommunen ligger  i kantonen Rumigny som ligger i arrondissementet Charleville-Mézières. År 2022 hade La Férée 70 invånare.

## Befolkningsutveckling
Antalet invånare i kommunen La Férée
Referens: INSEE